# NGC 2250
NGC 2250 је расејано звездано јато у сазвежђу Једнорог које се налази на NGC листи објеката дубоког неба.
Деклинација објекта је - 5° 5' 4" а ректасцензија 6h 33m 49,8s. Привидна величина (магнитуда) објекта NGC 2250 износи 8,9. NGC 2250 је још познат и под ознакама OCL 547, *Grp ?.